# Spiegellabyrinth auf dem Petřín

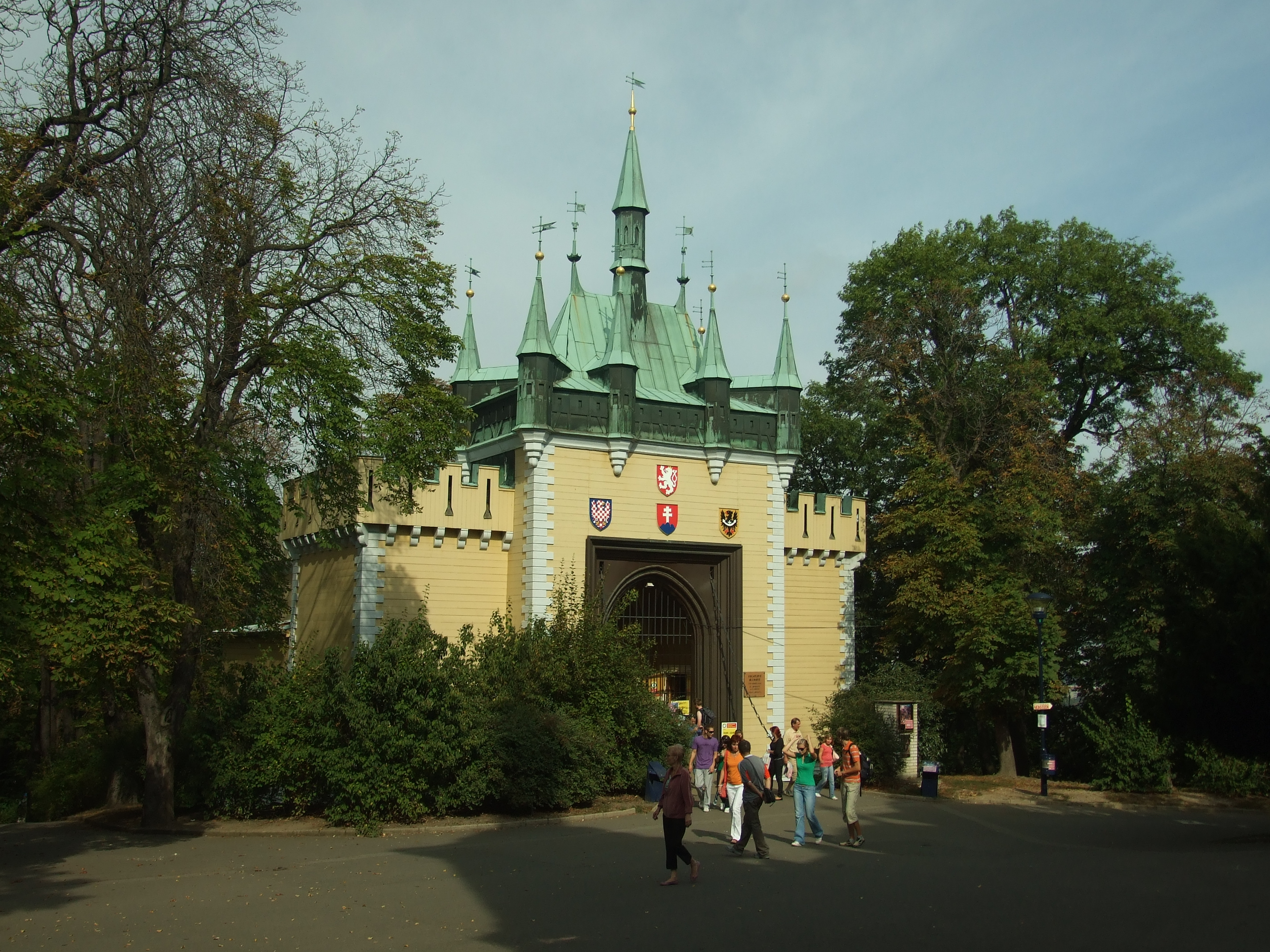
Der Pavillon

Das Spiegellabyrinth auf dem Petřín, auch Spiegel-Irrgarten genannt, (tschechisch Zrcadlové bludiště na Petříně) ist eine beliebte Touristenattraktion auf dem Petřín-Hügel (deutsch Laurenziberg) in Prag. Es befindet sich in der Nähe des Aussichtsturms Petřín.

## Pavillon tschechischer Touristen
Das Spiegellabyrinth ist in einem hölzernen Pavillon untergebracht, mit dem sich ursprünglich der Klub tschechischer Touristen auf der Prager Jubiläumsausstellung 1891 präsentierte. Der neugotische Pavillon ist eine Nachbildung des mittelalterlichen gotischen Tores Špička (deutsch Spitze), das einst Teil der Befestigungsanlage des Vyšehrad aus dem 14. Jahrhundert war. Das auffälligste Merkmal des Pavillons sind die neun kleinen Türmchen, die das Dach krönen. Der Pavillon wurde vom Prager Zimmermann und Baumeister Matěj Bílek nach den Plänen des Architekten Antonín Wiehl errichtet. Die neugotische Rekonstruktion des ehemaligen Tores geht auf einen Vorschlag des Architekten Quido Bělský zurück.
Das Dach des Pavillons zieren neun Wetterfahnen, auf denen die Vornamen der am Bau im Jahr 1891 beteiligten Handwerker eingraviert sind. Nach der Ausstellung wurde der Pavillon abgebaut und 1892 in der Nähe des Aussichtsturms Petřín wieder aufgebaut. Der Aussichtsturm und die Petřín-Standseilbahn wurden ebenfalls auf Initiative des Klubs der tschechischen Touristen im Rahmen der Jubiläumsausstellung errichtet.

## Spiegellabyrinth und Diorama

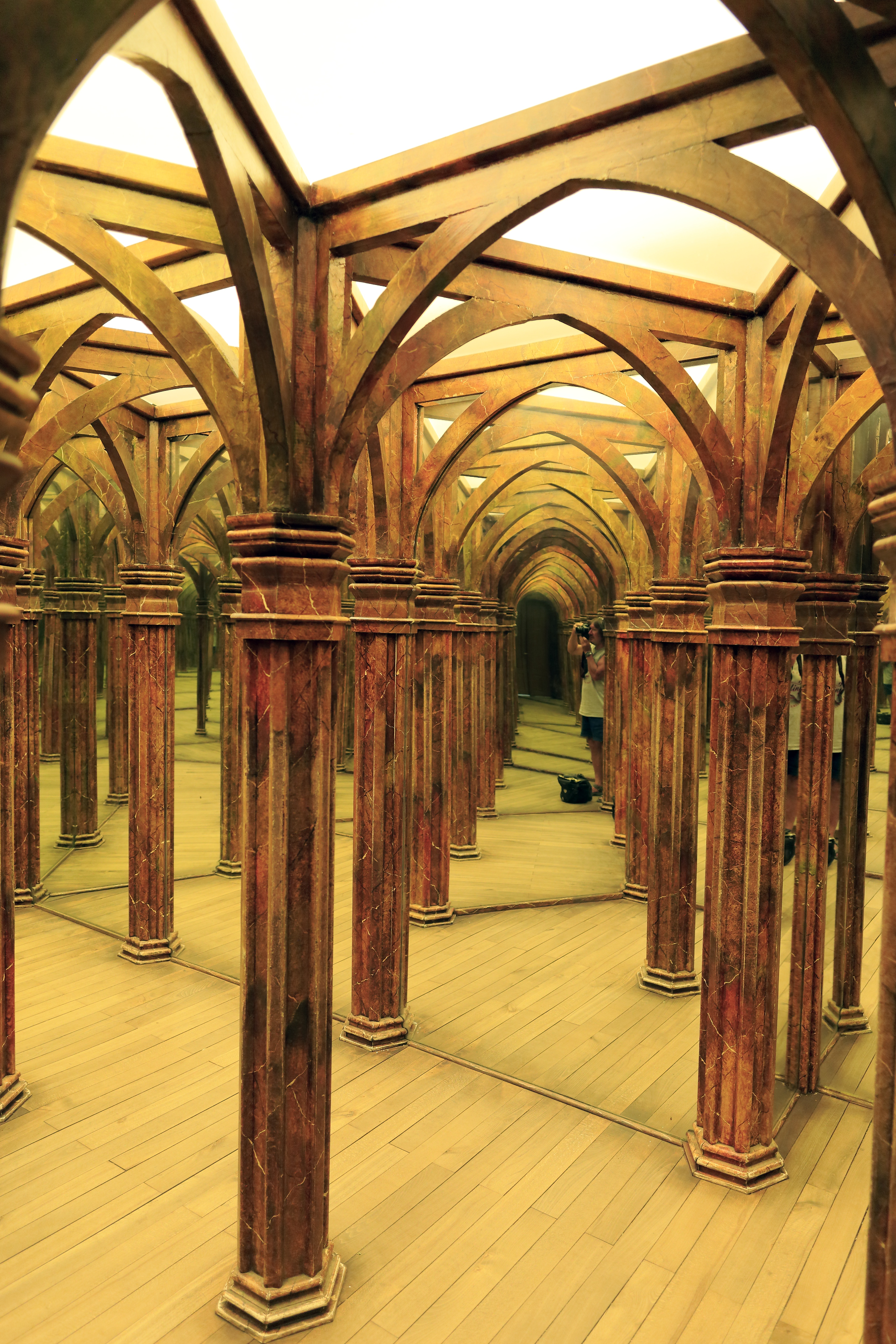
Im Spiegellabyrinth

Im vorderen Teil des Pavillons befand sich während der Jubiläumsausstellung ein Rundpanorama mit zwanzig Sichtöffnungen, durch die etwa 100 wechselnde stereoskopische Dias interessanter Orte in Böhmen betrachtet werden konnten. Außerdem gab es eine Ausstellung über die touristische und publizistische Tätigkeit des Klubs und eine Ausstellung touristischer Produkte tschechischer Firmen.
Nach dem Umzug auf den Petřín wurde 1893 im vorderen Teil anstelle des Rundpanoramas ein Spiegellabyrinth mit 35 großen Spiegeln installiert, das vermutlich durch das Spiegellabyrinth im Wiener Prater inspiriert war. Es überrascht die Besucher mit einer Vielzahl von Spiegelbildern ihrer selbst. Im Jahr 1911 wurde daneben ein zweiter Raum, der Saal des Lachens (Síň smíchu), eingerichtet. Er ist mit 14 verschiedenen konvexen und konkaven Spiegeln ausgestattet, die lustige Zerrbilder und Täuschungen erzeugen.
Aus dem Labyrinth führt ein Gang zu einem großformatigen Diorama mit einer Szene aus dem Dreißigjährigen Krieg mit dem Titel Kampf der Studenten mit den Schweden auf der Karlsbrücke im Jahr 1648 (Boj studentů se Švédy na Karlově mostě v roce 1648). Vor dem Panorama der Kleinseite und des Hradschin zeigt das Werk die kämpfenden Prager Studenten unter der Führung des Jesuiten Jiří Plachý bei der Verteidigung der Prager Altstadt. Das Gemälde mit einer Fläche von über 80 Quadratmetern (10,5 m × 8,16 m) ist ein Gemeinschaftswerk der Brüder Adolf (1857–1919) und Karel Liebscher (1851–1906), die von Vojtěch Bartoněk und Karel Štapfer unterstützt wurden. Karel gestaltete die Landschafts- und Architekturteile, während Adolf die dramatische Kampfhandlung malte. An der historisch treuen Darstellung der Kleinseite lässt sich das Aussehen des linken Moldauufers in der Mitte des 17. Jahrhunderts erkennen. Das Werk wurde innerhalb von 50 Tagen vollendet. Es ist das zweitgrößte Gemälde in der Tschechischen Republik und ist auf einem der größten Stücke gewebter Leinwand entstanden, gefertigt von der Düsseldorfer Weberei Schminke & Comp. Der Pavillon mit dem Diorama fand auf der Ausstellung großen Anklang, sodass der Klub tschechischer Touristen mit den Eintrittsgeldern einen Gewinn erzielte, mit dem er den Umzug auf den Petřín finanzieren konnte.
Im Jahr 2019 wurde das Diorama unter der Leitung von Petr Kadlec aufwendig restauriert.
Der Pavillon befindet sich im Besitz der Stadt Prag und wird von Prague City Tourism, der Organisation für Destinationsmanagement der tschechischen Hauptstadt, betrieben. Das Objekt ist seit 1958 als Kulturdenkmal geschützt.